# Tatarabron
Tatarabron (japanska: 多々羅大橋, Tatara Ōhashi) är en 1 480 meter lång snedkabelbro med 226 meter höga pyloner över Japanska innanhavet mellan öarna Ikuchi i Hiroshima prefektur och Ōmi i Ehime prefektur i Japan. Den var ursprungligen planerad som en hängbro men konstruktionen ändrades av miljöskäl.
Byggnationen började 30 november 1992 efter att en första sten lagts den 25 augusti 1990 och avslutades år 1999 till en kostnad på 140 miljarder yen. Tatarabron var världens längsta snedkabelbro när den invigdes.